# Aleurodicus machili
Aleurodicus machili là một loài côn trùng cánh nửa trong họ Aleyrodidae, phân họ Aleurodicinae.
Aleurodicus machili được Takahashi miêu tả khoa học đầu tiên năm 1931.